# VIA 個人性格強項測驗
VIA 個人性格強項測驗是一項正向心理學的測驗，旨在識別個人的性格強項。是由正向心理學家克里斯·彼得森及马丁·沙里文博士創建的，目的是推廣他們的《性格優勢和美德手冊》。
《性格優勢和美德手冊》是正向心理學其中一個重要理念，針對人類的性格強項進行了分類。 ，其重點是幫助人們認識並建立自己的性格強項。 這與正向心理學運動的總體目標相一致，旨在使人們的生活更加充實。 值得注意的是，VIA 個人性格強項測驗是人們識別自己的性格強項並學習如何利用它們的工具。

## 分類
1. 智慧及知識：創意，好奇，開明，愛學習，智慧
2. 勇氣：英勇，堅毅，正直，熱情與幹勁
3. 仁愛：愛，善良，人際交往能力
4. 公義：團隊精神，公平，領導能力
5. 節制：寬恕和憐憫，謙虛，謹慎，自我控制
6. 靈性及超越：審美和優秀，感恩，希望，幽默，靈性

## 測驗內容
VIA個人性格強項測驗包含240條問題，包括24個性格強項（每個性格強項10個條問題）。平均而言，一個人將在30到40分鐘內完成個人性格強項測驗。自2001年以來，可在VIA性格研究所的官方網站上以至少20美元的價格在線進行測驗，到目前為止，已有40萬人參加了測驗。 參與者按照根據李克特量表來回答VIA個人性格強項測驗上的每條問題，人們可以從24項性格強項中每一項中獲得10到50分的分數。評分報告將在調查完成時發送給每個參與者。提供了針對性格強項的反饋，但針對次要優勢未提供反饋。測驗結果將參與者的性格強項從1到24排名，而前4到7的性格強項被認為是“招牌性格強項”。

## 應用
克里斯·彼得森及马丁·沙里文博士提出，VIA個人性格強項測驗可以用作幫助人們識別其“招牌性格強項”的一種方式。 有了這些知識，人們便可以開始利用並增強他們的“招牌性格強項”。 正向心理學家認為，不應將VIA個人性格強項測驗用作識別個人的“較弱性格強項”或弱點的方法。 他們的方法與傳統心理學的背道而馳，傳統心理學側重於糾正缺陷。 相反，正向心理學家則強調人們應該專注於並建立在自己做得好的事情上。